# ینگیجه (آذربایجان)
ینگیجه (به ترکی آذربایجانی: Yengicə) یک شهر در جمهوری آذربایجان است که در شهرستان شرور واقع شده‌است. ینگیجه ۳٬۸۴۰ نفر جمعیت دارد.